# Nadine Ungerank
Nadine Ungerank (* 3. April 1996 in Hall in Tirol) ist eine österreichische Sportschützin.

## Leben
Nadine Ungerank vom SG Zell am Ziller  trainiert bei Hubert Bichler und Wolfram Waibel, seit 2005 nimmt sie an Wettbewerben im Sportschießen teil. Sie wurde mehrfach Österreichische Staatsmeisterin.
Mit Franziska Peer und Olivia Hofmann holte sie 2017 bei den Europameisterschaften in Baku Bronze im Teambewerb über 50 Meter und 2018 bei den Schieß-Weltmeisterschaften Gewehr Silber über 300 m Dreistellung Mannschaft.
2022 belegte sie den achten Platz bei den Weltmeisterschaften in Kairo 2022. Bei den Schieß-Weltmeisterschaften 2023 in Baku gewann sie gemeinsam mit Sheileen Waibel und Rebecca Köck Bronze im Kleinkaliber-liegend-Team-Bewerb.
Im Mai 2024 konnte sie den österreichischen Rekord aus dem Jahr 2017 im Dreistellungsmatch mit dem Kleinkalibergewehr um einen Ring auf 591 Ringe verbessern. Bei den Olympischen Sommerspielen 2024 in Paris wurde sie im KK-Dreistellungsmatch mit dem Gewehr Fünfte. In der Mixed-Team-Qualifikation belegte sie gemeinsam mit Martin Strempfl Rang 15.
Bei den Europameisterschaften 2025 am Olympia-Wettkampfort Châteauroux in Frankreich eroberte sie im Juli 2025 die Team-Goldmedaille der Kategorie 50-m-Kleinkalibergewehr liegend gemeinsam mit Sheileen Waibel und Olivia Hofmann.
Ungerank ist Leistungssportlerin beim Österreichischen Bundesheer und studiert Medizin.

## Auszeichnungen und Nominierungen
- 2024: Nominierung für die Tiroler Sportlerwahl als Sportlerin des Jahres[10]